# セヴェルスターリ
セヴェルスターリ（ロシア語: Северсталь、英語：Severstal）はロシアヴォログダ州チェレポヴェツに本社がある鉄鋼関連企業で、ロシア最大の鉄鋼企業である。

## 概要
セヴェルスターリはロシアヴォログダ州チェレポヴェツに本社がある鉄鋼関連企業で、ロシア最大の鉄鋼企業である。ロシア語でセヴェル（ロシア語: север、より正確にはスィェーヴェル）は「北」、スターリ（ロシア語: сталь）は「鋼鉄」の意味である。

## 沿革
セヴェルスターリの沿革は次の通り。
- 1930-33年、コラに鉄鉱石、ペチョラに石炭の埋蔵が発見されて、ソ連の北西部に鉄工所を作る可能性が出てきた。
- 1940年、ヴォルガ川の上流部・モスクワの北でレニングラードにも比較的に近いチェレポヴェツに冶金工場を建設する政府決定がされたが、大祖国戦争のために開始が延期された。
- 1951年、チェレポヴェツでの製鉄所建設工事が開始された。
- 1955年、製鉄所が部分的に完成し、工事の完成を祝った。
- 1956年、コークス炉が完成。
- 1958年、高炉も完成して、初めてのスラブが作られた。
- 1959年、厚板工場が完成。ヨーロッパ最大の熱延・冷延工場も完成し、チェレポヴェツ製鉄所は総合製鉄所となった。
- 1983年、冶金工場が製鉄工場になる政府決定がなされた。
- 1993年、国有チェレポヴェツ製鉄所は株式会社セヴェルスターリになった。

2006年には西欧の鉄鋼企業であるアルセロールとの合併の話はあったが、これは実らず、アルセロールはインドのミッタル・スチールと合併して、アルセロール・ミッタルとなった。

## 業務全体
会社はロシア製鉄部門、資源部門、国際部門に分かれている。ロシア製鉄部門には製鉄以外に、鋼管製造所などもある。資源部門では、石炭、鉄鉱石などを扱っている。国際部門は2008年から米国のディアボーン（River Rouge、ミシガン州）、スパロウズポイント（メリーランド州）、ホィーリング（Wheeling-Pittsburgh Steel、ウェストバージニア州）、ウォレン（ペンシルベニア州）などの製鉄所を買収して運営してきたが、2014年にはディアボーンをAKスチール・ホールディング（AK Steel Holding）へ売却している。
セヴェルスターリの株式はモスクワのロシア取引システムに上場しており、またロンドン証券取引所でもGDR（Global Depository Receipt）の形で取引されている。ロシアの新興財閥であるアレクセイ・モルダショフ（Алексей Мордашов、2007年度世界長者番付の第42位）が会長で、株式の大半を握っている。
2008年には、世界での従業員数は92,000人、 総売り上げは224億米ドルであったと発表している。